# Wadi Draa
Das Wadi Draa (auch Oued Drâa, Darha oder Dara; arabisch وادي درعة, DMG Wādī Darʿa; Tamazight: ⴷⴻⵔⵄⴰ, Taschelhit Asif n Dṛɛa) ist ein regelmäßig austrocknender Fluss (Wadi) in Nordafrika mit einer (theoretischen) Länge von etwa 1100 km. Als Fluss ist er im Frühjahr nur bis Zagora erkennbar; hinter Agdz trocknet er die meiste Zeit des Jahres hindurch aus, obwohl sein Bett noch durch vereinzelte Oasen bis Mhamid wahrnehmbar bleibt. Der Draa bildete im Süden während der Protektoratszeit (1912–1956) die Grenze zu den nur dünn besiedelten Gebieten der Spanisch-Sahara; weiter östlich bildet er heute über etwa 390 km die immer noch umstrittene Grenze zu Algerien und ist – nach seltenen aber manchmal heftigen Regenfällen – der längste Fluss Marokkos.

## Geografie
Der Oued Draa bildet sich aus den beiden Quellflüssen Dades und Assif n’Tidili im Westen des Hohen Atlas, die sich bei Ouarzazate im Stausee El Mansour Eddahbi vereinen. Der Fluss schlängelt sich zwischen dem Hohen Atlas, dem Antiatlas und der Djebel Sarhro-Gebirgskette Richtung Südosten vorbei an der Kleinstadt Agdz und zahlreichen Dörfern wie Tamnougalt. Bei Zagora und erst recht bei Mhamid führt er nur noch selten Wasser, um dann etwa bei der Stadt Tagounite Richtung Westen entlang der algerischen Grenze weiter zu fließen, jenseits derselben begleitet von dem wüstenhaften Hochplateau der Hammada du Draa, bis er nach Ost-West-Durchquerung Marokkos durchschnittlich 100 bis 150 km nördlich der Grenze zur Westsahara als steinerner Fluss in den Atlantischen Ozean mündet.
Der im Periplus des karthagischen Seefahrers Hanno genannte Fluss Lixos ist aller Wahrscheinlichkeit nach mit dem Oued Draa identisch.

## Vorgeschichte
Aus allen wichtigen Perioden der Vorgeschichte fanden sich Funde von Felszeichnungen und Petroglyphen, das Wadi Draa war offensichtlich bereits seit vielen Tausend Jahren besucht. Die berühmte aber unter Prähistorikern heftig umstrittene Venus von Tan-Tan wurde ebenfalls in diesem Wadi gefunden – sie wird zuweilen auf ein Alter zwischen 300.000 und 500.000 Jahren geschätzt. Foum Chenna (Tinzouline), Aït Ouaazik (Asguine Tarna, Tazzarine) Tiouririne und Tisguinine bei Zagora sind die bekanntesten Fundstellen der Region Draa.
Diverse Felszeichnungen mit Tierdarstellungen (Elefanten, Nashörner, Strauße etc.) wurden ebenfalls im Draa-Tal entdeckt. Ihr Alter dürfte zwischen 4000 und 6000 Jahren liegen und einer Zeit entstammen als diese Tiere noch von Menschen (Jäger und Sammler) gejagt wurden. Später dominierte das Nomadentum, das allmählich in die Sesshaftigkeit überging. 
Die Oasen des Draa-Tals und anderer Oasentäler Marokkos forderten die Sesshaftwerdung der hier vorbeiziehenden Menschen geradezu heraus, denn Oasen bieten alles, was für ein dauerhaftes und nachhaltiges Überleben notwendig ist. Nur Weidetiere (Schafe, Ziegen) musste man aus den Oasen weitgehend verbannen, mindestens aber einsperren, was zu häufigen Konflikten und auch bewaffneten Auseinandersetzungen mit nomadisierenden Viehzüchtern führte. Wann dieser – sich mit Sicherheit über Jahrhunderte hinziehende – Prozess der Sesshaftwerdung im Draa-Tal begann, ist umstritten – einige Forscher vermuten um 3000 v. Chr., andere postulieren frühere, wieder andere befürworten spätere Datierungen.
Aus deutlich späterer Zeit (um 500 v. Chr. bis um 500 n. Chr.) stammen die Gravuren auf einigen Stelen und Felsplatten, die mit bislang nicht lesbaren geometrischen Zeichen in der sogenannten „libysch-berberischen Schrift“ bedeckt sind.

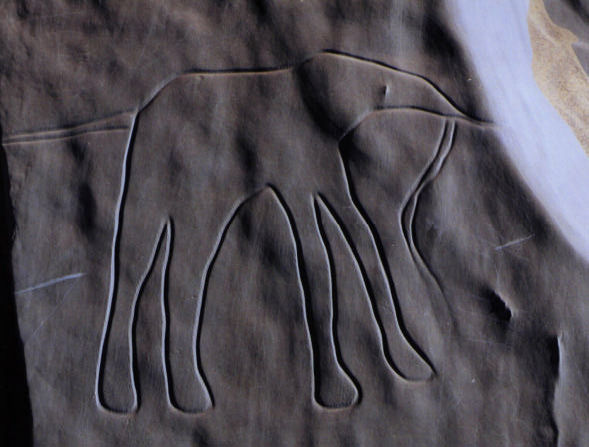
Elefant(?)
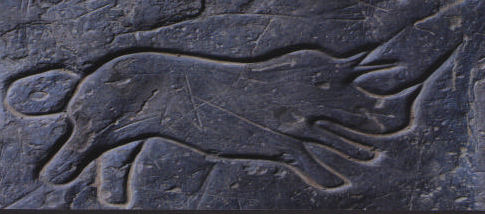
Nashorn
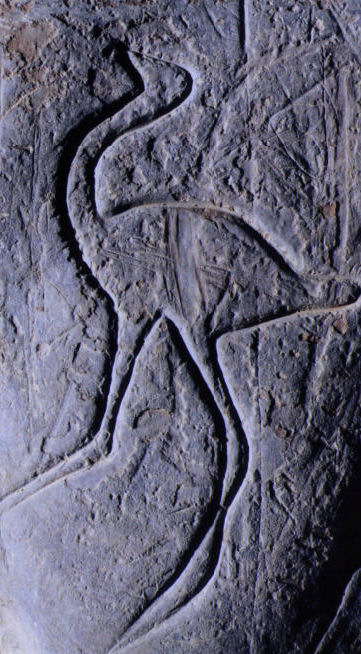
Strauß
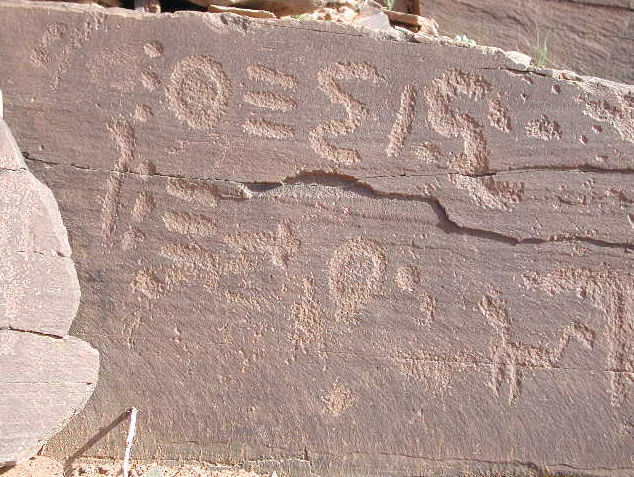
Libysch-Berberische Schrift

## Tighremts und Ksur

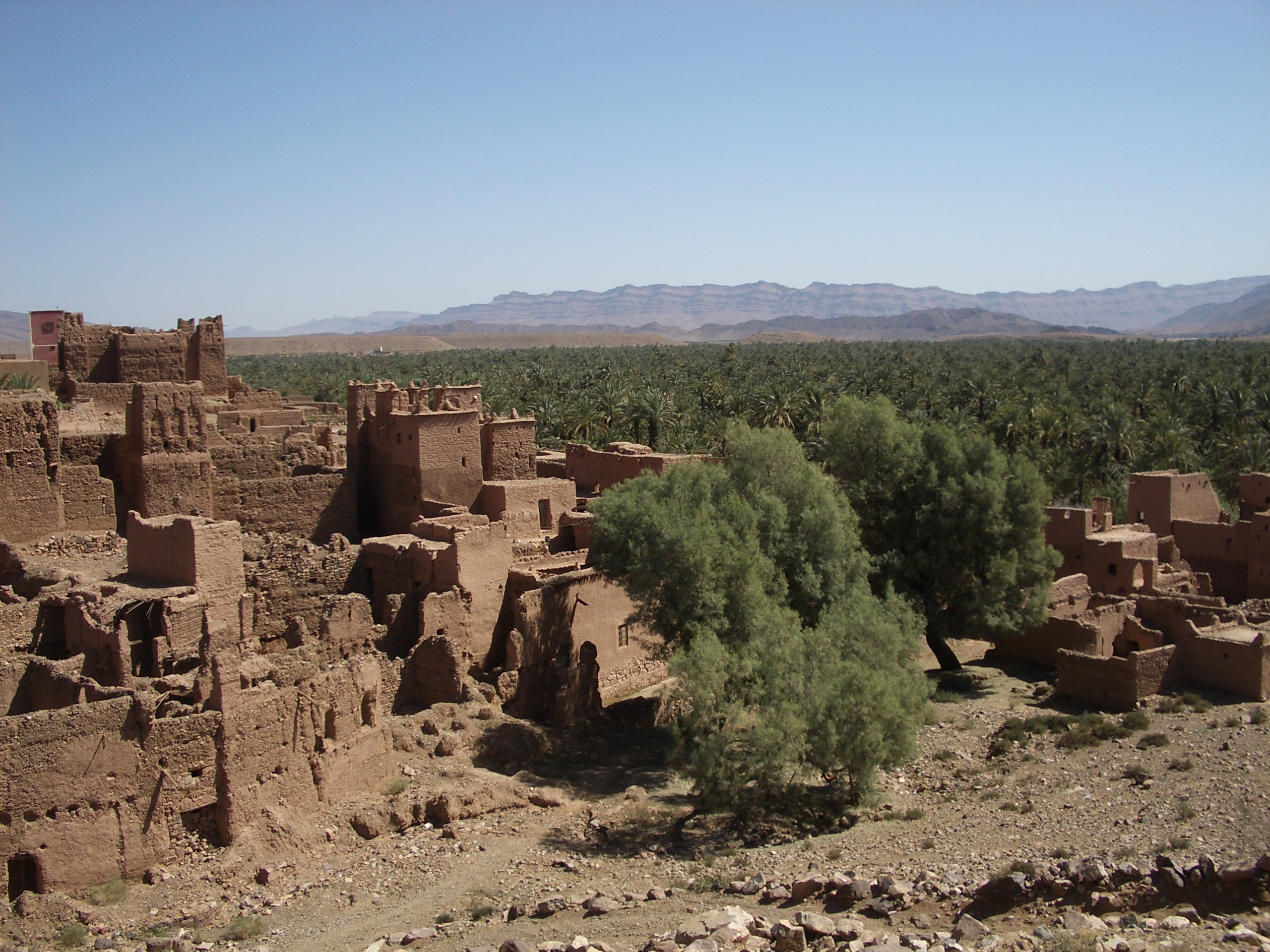
Zerfallende Lehmbauten einer Kasbah im Draa-Tal

Lange Zeit unverändert geblieben ist die traditionelle Hausarchitektur (tighremt) des Draa-Tals mit Wänden aus Stampflehm, Decken und Treppen aus Palmstämmen und Reisig mit Abdeckungen aus geflochtenen Palmwedeln oder Schilf – alles Materialien, die vor Ort vorkommen und kostengünstig zu beschaffen sind. Türme und Tore wurden mit Ornamenten versehen, die ursprünglich wohl eine Unheil abwehrende (apotropäische) Bedeutung hatten. Etliche Dörfer (ksour) des Draa-Tals wurden – zum besseren Schutz der Bewohner – mit einer Stampflehmmauer umgeben.
Seit den 1960er und 1970er Jahren setzt sich auch in den Dörfern des Draa-Tals die mittlerweile in allen Berbergebieten Marokkos üblich gewordene Architektur mit Hohlblocksteinen für die Wände und Beton für Decken und Treppen durch. Nach der Fertigstellung des Rohbaus werden die Außenwände verputzt und anschließend in hellroten oder ockerfarbenen Farbtönen gestrichen.